# 米高·亞瑟

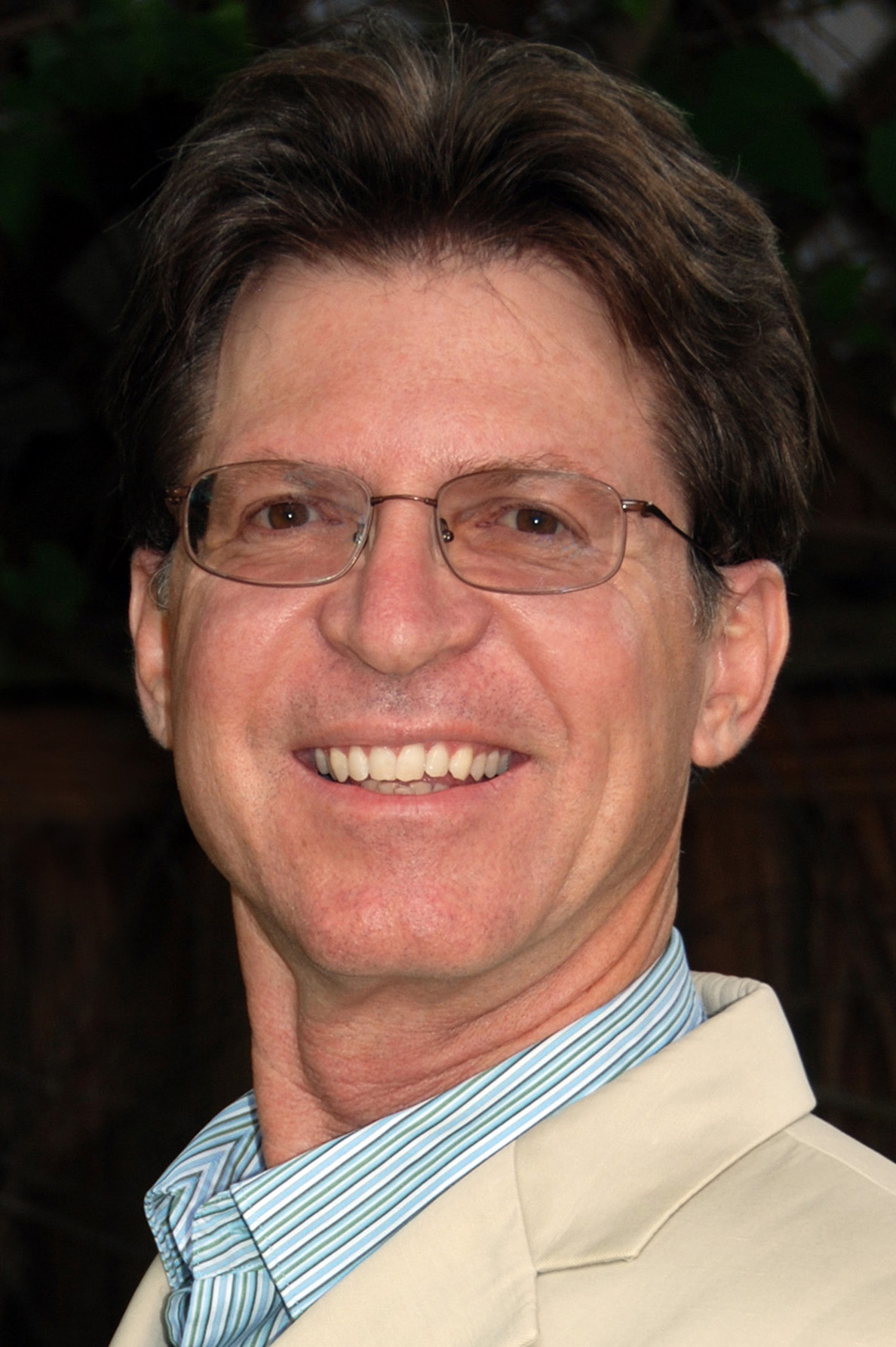
米高·亞瑟

米高·亚瑟（Michael Arth，1953年4月27日—），是一位美国作家、艺术家、未来主义者、室内／环境／城市设计师。他妻子叫Maya。

## 艺术
米高·亚瑟涉及的领域很广；从1970年代摇滚音乐会招贴，到传统版画比如蚀刻版画、丝网印刷和石板画，以至绘画和摄影。一本大版式作品集，Michael E. Arth: 内省 1972-1982，1983年发行。1986年，他将焦点转向室内和城市设计。於2007和电影摄制者Blake Wiers合作，拍攝了他的第一本长片记录片。

## 建筑和城市设计
从1986到2000年，米高·亚瑟在南加利佛尼亚设计、建造、和园林设计了几处私人住宅，最著名的是"Casa de Lila"──一个整和在好莱坞山庄山脊的七层西班牙风格别墅。
1999年，米高·亚瑟找到了一个更生态的新城市主义，叫做新徒步主义，他的新主张有着非常紧凑的城镇布局、林荫遮蔽，商用和民用的住宅的前面都有自行车道，后面是两旁有树荫的机动车道。虽然步行街的概念并不是完全原创（比如早在1910年，威尼斯、加里福尼亚建造了前面是步行道后面装载车库的街道替代了传统街道），但他重点强调了在任何环境中的适用性，使他的理論别具特色。
米高·亚瑟主张生活在他稱為“徒步村庄”的地方，并紧密的连接着一个多功能的社区或者乡村中心，可以改善很多城市生活问题。在市中心地区或者新建的乡村中心有这样一个可持续发展的规划，可以减少在汽车中度过的时间，从而增加户主的身体活动量，并且节约能源。在更多密集建造的城镇，他声称这新型的建筑可以大量减少对汽车的依赖，像村庄一样的城镇最终将大大提高生活品质。他同样推崇创造类似的徒步设施来更新现有的城镇。米高·亚瑟的设计和发展公司，Pedestrian Villages Inc.，发展了一批以新徒步主义为理念的项目。

## 花园街区
2000年，当米高·亚瑟在一本书和文献片The Labors of Hercules（大力神的劳动者）：12个困难问题的现代解决方式，米高·亚瑟在迪兰、佛罗里达找到了个小平民窟，他可以在这里试验一些他的想法。随后，他买下了30栋毁坏的民居和商务楼，花了六年的周期恢复了它们。逐出贩毒势力，重建市中心，這使他得到了社区的支持和许多荣誉。他把“可卡因镇”改变成市区迪兰的有历史意义的花园街区。米高·亚瑟通过在城区内种树、建造步行道、花园、庭院和自行车设施加强了现有的基础设施。

2004年，米高·亚瑟依照新徒步主义的原则设计了一个多功能的花园街区“手掌花园”的发展计划，并申请通过了地方计划。“棕榈花园”会包含28家商店和餐馆、一个疗养所、一个远处看来下沉式的有游泳池和悬瀑的热带花园——所有的都在一个无车的步行广场。预计建造52家的住宅在这周围的地区。穿过“棕榈花园”街道，将包含12间有花园的面对步行街和社区的住宅。住宅的前面是无车的步行街道，车库处于房子后面的有树阴遮蔽的汽车道。 这些新项目在2007年因为佛罗里达州经济低糜而被冻结了。

## 无家可归现象的解决办法
2007年，米高·亚瑟对无家可归的问题提出了一个有争议的解决方法，他解释这种“像创可贴一样简单的解决方法”会包括在无车的步行城镇附近建造房屋。一个原型，佛罗里达代顿海岸附近的老虎湾村庄。他声称这会是一个出众的解决短期和长期无家可归者心理和精神上需求的方式，并且比现有的解决方式更节约。工作机会，包括建设和维护这个村庄，还有工作代理中心的创建，可以帮助村庄在社会和经济上的可持续发展。

## 新城市牛仔
《新城市牛仔》，一部長篇记录片，2008年发行。影片记录了米高·亚瑟修复单兰花园地区的过程，和他对新徒步主义背后的哲学理念的解释。

## UNICE
UNICE（通用网络自动化智能实体）是米高·亚瑟从1969年开始发展的未来愿景。他在1990年创造了UNICE这个术语来介绍自动化智能，他认为将“很快在地球上会出现电脑，人类和互联网之间像蜂窝组织一样的互交影响。”米高·亚瑟相信UNICE，他集成的和无止境的个性形式，预示了一个科技奇迹、一种智能的、非生物化的生活将会在地球上蔓延并且向太空发展。
 米高·亚瑟正在写一本关于这个项目的书和拍摄相关的纪录片。